# Look to the East, Look to the West
Look to the East, Look to the West è il sesto album in studio della band indie pop scozzese Camera Obscura, pubblicato il 3 maggio 2024 tramite Merge Records. È il loro primo album in 11 anni e il primo dalla morte del tastierista e corista Carey Lander nel 2015; Completa il suo ruolo Donna Maciocia (già membro degli Amplifico), entrata a far parte della band come membro stabile nel 2023. L'album è prodotto da Jari Haapalainen, che in precedenza ha lavorato a Let's Get Out of This Country (2006) e My Maudlin Career (2009).

## Tracce
1. Liberty Print – 5:14
2. We're Going to Make It in a Man's World – 2:57
3. Big Love – 2:57
4. Only a Dream – 4:24
5. The Light Nights – 4:33
6. Sleepwalking – 3:40
7. Baby Huey (Hard Times) – 3:21
8. Denon – 3:34
9. Pop Goes Pop – 4:33
10. Sugar Almond – 3:42
11. Look to the East, Look to the West – 4:26